# Odinic Rite
Odinic Rite (OR y en castellano: Rito Odínico) es una organización religiosa reconstruccionista neopagana germánica, que pregona la práctica de una forma de neopaganismo denominado Odinismo cuya deidad suprema del panteón nórdico es Odín, enfocada al paganismo nórdico, la mitología germánica y el paganismo anglosajón que algunos consideran parte de los movimientos neo-völkisch.

## Odinismo
OR define el Odinismo como una expresión contemporánea de las antiguas creencias que pertenecieron a los pueblos proto-indoeuropeos que se asentaron en el norte de Europa y se conocen como pueblos germánicos. OR evita descripciones como "religión vikinga" insistiendo que la era vikinga solo es una porción muy pequeña de la historia en la evolución de la fe.

## Historia
En 1973 John Gibbs-Bailey (apodado "Hoskuld") y John Yeowell (apodado "Stubba") fundaron el Comité para la Restauración del Rito Odínico o Comité Odínico (Committee for the Restoration of the Odinic Rite; Odinist Committee) en Inglaterra. En 1980 la organización cambió su nombre por The Odinic Rite tras creer que había ganado suficiente peso e interés en la restauración de la fe odinista.
En 1988 OR se convierte en la primera organización politeísta en ser reconocida y obtener el rango como entidad caritativa. Aunque ese estado de entidad no trajo beneficio a la organización, se aceptó como una victoria en su lucha para que el odinismo se tomase en serio.
En 1989 Yeowell cedió su cargo como director del cuerpo ejecutivo de OR, llamada la Corte de Gothar y por unanimidad fue elegido Heimgest como sustituto, tomando posesión de su cargo el 23 de abril de 1989 en Kent. Antes de su compromiso con OR, Heimgest había pertenecido a un pequeño grupo conocido como la "Liga de Heimdal" (Heimdal League), un a agrupación cerrada que fue disuelta en la década de 1980. Algunos miembros de la liga se unieron a Heimgest considerando que tenía "el potencial de representar la religión ancestral del Odinismo en el mundo moderno".
John Yeowell renunció definitivamente a su presencia en la Corte de Gothar en 1991 y abandonó su militancia en la organización. También en 1991 un miembro expulsado de OR, Ingvar Harrison creó una entidad rival usando como nombre de su casilla de correo Edda en oposición a la casilla correspondiente de OR llamada Runic, todavía vigente hoy. En 1996 Yeowell aceptó regresar a las filas de OR y tras su reingreso, Harrison solicitó a la carismática Else Christensen si el grupo podría renombrarse como "Amistad Odinista" (Odinist Fellowship). La solicitud fue rechazada ya que Else tenía una amistad personal con Heimgest, no obstante el grupo siguió usando la casilla de correo con el nombre "Edda".

## Estructura

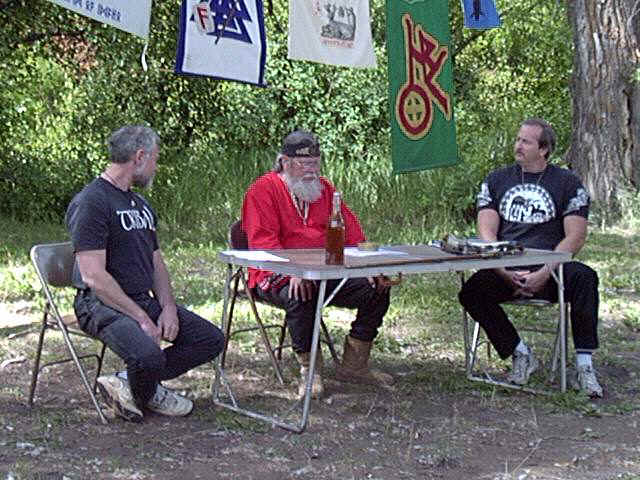
Stephen McNallen (izquierda) con Valgard Murray (centro) de Ásatrú Alliance y Eric "Hnikar" Wood (derecha) de Odinic Rite (Althing año 2000).

El consejo ejecutivo de OR está encabezada por la Corte de Gothar que se compone de nueve miembros. El consejo recibe apoyo de un equipo administrativo y asesores que componen el comité informativo.
OR posee ramificaciones en Francia (OR France), Norteamérica (OR Vinland, 1997) y Holanda (OR Nederland, 2006) y miembros repartidos en muchos otros países. OR posee identidad jurídica propia y es legal en Reino Unido, Australia y Estados Unidos.
La unidad básica de OR es el miembro individual. Los adherentes se agrupan para organizar sus ceremoniales (blóts) donde se honran a las deidades de los ancestros. El lema de OR se basa en el triángulo básico "Fe, Folclore y Familia" (Faith, Folk & Family). La organización se considera mayoritariamente folkish (identitaria, no universalista). 
Tras el ingreso en OR, los miembros aspirantes usan el título de "Aprendiz" (AOR, Apprentice Odinic Rite) tras sus nombres. Tras un periodo de membresía activa, pueden solicitar el "juramento de profesión de fe" (Oath of Profession). Una vez aprobado, toman parte en una ceremonia durante la cual se promete fidelidad a los dioses y a OR. Los aspirantes deben fabricar un "torque", un pequeño escudo en forma de media luna que supuestamente deriva de un histórico emblema británico (no confundir con el torque que usaban los antiguos pueblos germánicos al cuello), con el que se presentan y acompaña durante la ceremonia. Los miembros usan las siglas OR tras su nombre y los del consejo CG en la misma forma.
OR se organiza en secciones, cada una con su propia web y especializada en un campo de trabajo particular:
- Oficina para asuntos de prisiones — para facilitar la comunión de los presidiarios odinistas y también creyentes que son liberados, asegurando derechos religiosos a los odinistas encarcelados.[7]
- Guardianes — organizados como respuesta a la amenaza contra la piedra de White Horse. Los guardianes se reúnen habitualmente para trabajos de medio ambiente y limpieza del medio natural de lugares sagrados o de especial interés.[8]
- Bellotas de Encina (Acorn Hollow) — dedicado a educadores de escolares en casa / padres y recursos para niños odinistas. Salidas, artesanía, recursos educativos y eventos.[9]
- OR Fyrd — promociona el bienestar físico y espiritual mediante el ejercicio, artes marciales, meditación, etc.[10]
- OR Media — provee medios educativos y de entretenimiento a los odinistas. Su primer CD, "Folk Spirit" — Un compendio de varios artistas odinistas, fue editado en 2009.[11]

## Política
OR incide que la organización es políticamente neutral y que los miembros que se involucran en la actividad política, lo hacen a título personal y no como representantes de OR.

## Valores
Se potencia a todos los miembros de OR a vivir conforme las nueve nobles virtudes y los nueve cargos que aparecen en Hávamál y Sigrdrífumál (poemas de las Eddas), cuyo compendio se editó a principios de 1970.

## El libro de Blotar
El libro de Blotar es un compendio de rituales publicado por OR en 1993 con el fin de poder celebrar adecuadamente los ceremonials y eventos odinistas. La obra ha sido elogiada por su contenido y estructura, cuyo uso no se limita a miembros de OR pero también otras agrupaciones odinistas.
Este libro contiene los 12 principales rituales mensuales del Rito Odínico, ritos de paso, blót sanador, blót para nombrar espadas, una mancha curación, la espada de nombres, reclamación de tierras, consagración de estandartes, invocaciones cortas y una profunda explicación sobre la necesidad y propósitos de los rituales, emblemas, etc.
No obstante, es un texto producido por y para OR, por lo que los rituales y el contenido no deberían usarse por otros grupos paganos.

## Incidentes de White Horse
Durante la construcción de las vías para el tren de alta velocidad, se pretendió trabajar en los terrenos donde permanece el sepulcro del siglo V de Horsa, cerca de donde está emplazado el territorio donde se celebró la batalla de Aylesford en Kent. Un Stubba ya retirado y OR se aliaron en una dura campaña apareciendo en medios públicos contra la destrucción de la piedra de White Horse y desviar la ruta del tren.
Más tarde, en 2004, como extensión del anterior, OR organizó otra campaña de éxito para bloquear la construcción de una torre de radio cerca del lugar con un rechazo de los distritos de Tonbridge y Malling Borough. Tras este segundo incidente, OR instituyó a los “guardianes de la piedra de White Horse”, un grupo que se reúne periódicamente para limpiar de basura y grafitis los alrededores.
En mayo de 2006 se volvió a planear la construcción de un mástil de telecomunicaciones entre Maidstone y Tonbridge y Malling Borough, en la misma frontera de los distritos pero como todavía estaba dentro de los límites de los 100 metros de la piedra de White Horse, lanzaron una nueva campaña argumentando que un mástil de ocho metros no podía verse en una zona considerada como Área de Destacada Belleza Natural y Site of Special Scientific Interest. La propuesta fue finalmente rechazada.